# Víctor Valdés
Víctor Valdés Arribas (* 14. Januar 1982 in L’Hospitalet de Llobregat) ist ein ehemaliger spanischer Fußballtorwart.

## Karriere

### Verein
Víctor Valdés hatte bei Penya Barcelonista Cinc Copes mit dem Fußballspielen begonnen, bevor er im Juli 1992 im Alter von zehn Jahren in die Jugendakademie des FC Barcelona aufgenommen wurde. Im September 1992 zog er mit seiner Familie nach Teneriffa, absolvierte drei Spielzeiten beim Drittligisten UD Tenerife Sur Ibarra und kehrte 1995 nach Barcelona zurück. Nach fünf Spielzeiten in der Jugendabteilung rückte er in die zweite Mannschaft auf, für die er in drei Spielzeiten 77 Zweitligaspiele absolvierte.

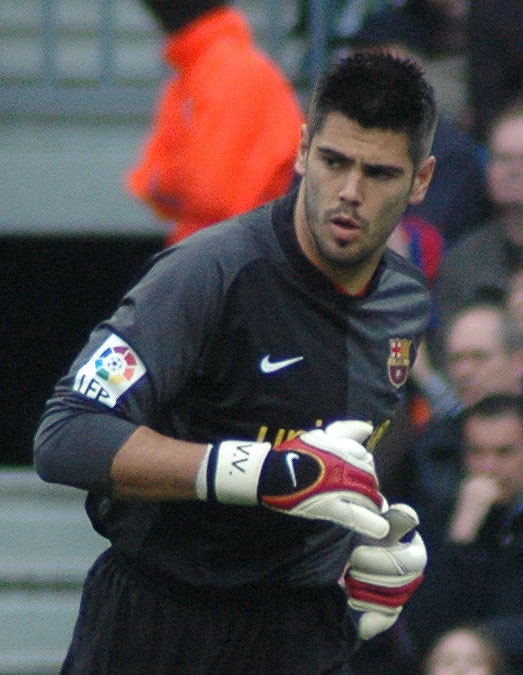
Víctor Valdés in einer Ligaspiel-Szene aus der Saison 2006/07

In der Saison 2002/03 spielte er das erste Mal für die erste Mannschaft des FC Barcelona; sein Debüt in der Primera División gab er am 1. September 2002 (1. Spieltag) beim 2:2 im Heimspiel gegen Atlético Madrid. Im Verlauf der Saison hütete er im Wechsel mit Roberto Bonano das Tor, ehe ihn Trainer Radomir Antić am Ende der Saison endgültig zum Stammtorhüter erklärte. Auch in der Saison 2003/04 unter Trainer Frank Rijkaard blieb er erste Wahl und trug zum zweiten Platz in der Meisterschaft bei. In der Saison 2004/05 bestritt er 35 von 38 Ligaspielen und nahm 25 Gegentore hin, was ihm die Zamora-Trophäe einbrachte und dem FC Barcelona zum ersten Titelgewinn seit sechs Jahren verhalf.
In der Saison 2005/06 war er nicht unumstritten, gewann jedoch mit Barcelona das Double und war am 17. Mai 2006 am Champions-League-Gewinn beteiligt, als er im Finale gegen den FC Arsenal zwei Schüsse von Thierry Henry aus kurzer Distanz parierte.
Am 27. Mai 2009 gewann Valdés mit dem FC Barcelona erneut die Champions League; im Finale gegen Manchester United blieb er dabei ohne Gegentor. In dieser Saison gewann er zusätzlich die spanische Meisterschaft und die Copa del Rey. Der FC Barcelona sicherte sich damit als erster spanischer Verein das Triple. Im Juli 2009 verlängerte Valdés seinen Vertrag beim FC Barcelona vorzeitig bis Juni 2014. Am Ende der Spielzeit 2009/10, in der er alle Ligaspiele über 90 Minuten bestritten hatte, gewann er erneut die spanische Meisterschaft und erreichte mit dem FC Barcelona das Halbfinale der UEFA Champions League.
In der Saison 2010/11 gewann Valdés zum vierten Mal in Folge die Zamora-Trophäe für den Torwart mit den wenigsten Gegentoren. Seine Gegentorquote von 16 Gegentoren in 32 Spielen wird nur von Francisco Liaño unterboten, der das in Diensten von Deportivo La Coruña in der Saison 1993/94 schaffte. Mit dem FC Barcelona gewann er zudem erneut die spanische Meisterschaft und die UEFA Champions League.
Mit Abschluss der Saison 2011/12 erhielt Valdés die „Goldene Zamora“, da er zum fünften Mal die Zamora-Trophäe gewonnen hatte. Dies war zuvor nur Antoni Ramallets gelungen.
Anfang 2013 gab Valdés bekannt, seinen bis Sommer 2014 laufenden Vertrag nicht zu verlängern, um „andere Kulturen und andere Ligen kennenzulernen“.
Nachdem der FC Barcelona im März 2013 den Clásico bei Real Madrid mit 1:2 verloren hatte, sah Valdés noch nach Spielende die Rote Karte. Er war über einen nicht gegebenen Strafstoß empört. Seine verbalen Attacken, die mit der Roten Karte geahndet wurden, bestrafte der Disziplinarausschuss des spanischen Fußballverbands mit vier Spielen Sperre. Der FC Barcelona legte Protest ein.
Am 26. März 2014 zog sich Valdés beim Ligaspiel gegen Celta Vigo einen Riss des vorderen Kreuzbandes im rechten Knie zu. Der FC Barcelona bot ihm an, seinen Vertrag zu verlängern, da er durch den Kreuzbandriss eventuell keinen neuen Verein finden würde. Valdés lehnte jedoch in einem öffentlichen Brief ab und meinte darin: „Die Zeit sei gekommen, den FC Barcelona zu verlassen“. In der anschließenden Transferperiode im Sommer scheiterte ein Transfer zur AS Monaco nach einem nicht bestandenen Medizincheck.
Nachdem sich Valdés bereits einige Wochen bei Manchester United fit gehalten hatte, erhielt er am 8. Januar 2015 einen bis zum 30. Juni 2016 laufenden Vertrag mit einer Option auf ein weiteres Jahr. In Manchester traf Valdés, der hinter seinem Landsmann David de Gea als zweiter Torwart eingeplant war, auf Trainer Louis van Gaal, unter dem er einst in Barcelona sein Profidebüt absolviert hatte.
Im Januar 2016 wurde Valdés bis zum Ende der Saison 2015/16 an Standard Lüttich in die belgische Jupiler Pro League ausgeliehen, da er in der Mannschaft um Trainer van Gaal keine Rolle mehr spielte. Mit der Mannschaft gewann er am 20. März 2016 den belgischen Pokalwettbewerb.
Zur Saison 2016/17 wechselte Valdés zum Premier-League-Aufsteiger FC Middlesbrough.
Am 18. August 2017 gab er das Ende seiner Karriere bekannt.

### Nationalmannschaft
Valdés, der seit 2001 regelmäßig für die katalanische Auswahlmannschaft spielt, debütierte 2001 in der U-18-Nationalmannschaft und erreichte mit ihr bei der EM in Finnland den dritten Platz. Nachdem er im selben Jahr auch Länderspiele für die U-19- und U-20-Auswahlmannschaft bestritten hatte, kam er von 2002 bis 2003 auch in elf Spielen der U-21-Nationalmannschaft zum Einsatz.
Sein Länderspieldebüt in der A-Nationalmannschaft gab er am 3. Juni 2010 in Innsbruck im Test-Länderspiel beim 1:0-Sieg gegen die Auswahl Südkoreas. Bereits zuvor war er von  Nationaltrainer Vicente del Bosque in den Kader für die WM 2010 berufen worden. Das Turnier beendete die Nationalmannschaft als Weltmeister, erstmals in der Verbandsgeschichte, Valdés kam jedoch in keinem Spiel zum Einsatz.
2012 wurde Valdés mit der spanischen Nationalmannschaft Europameister, kam jedoch erneut nicht zum Einsatz.
Er wurde auch in den Kader der spanischen Fußballnationalmannschaft für die Weltmeisterschaft 2014 in Brasilien berufen, konnte aber aufgrund eines Kreuzbandrisses am Turnier nicht teilnehmen.

## Titel
Verein
- Spanische Meister (6): 2005, 2006, 2009, 2010, 2011, 2013
- Spanischer Pokal-Sieger (2): 2009, 2012
- Spanischer Supercup-Sieger (6): 2005, 2006, 2009, 2010, 2011, 2013
- Champions-League-Sieger (3): 2006, 2009, 2011
- UEFA-Super-Cup-Sieger (2): 2009, 2011
- Klub-Weltmeister (2): 2009, 2011
- Belgischer Fußballpokal: 2016

Nationalmannschaft
- Weltmeister (1): 2010 (ohne Einsatz)
- Europameister (1): 2012 (ohne Einsatz)

## Auszeichnungen
- Trofeo Zamora (5): 2005, 2009, 2010, 2011, 2012

## Sonstiges
Valdés ist mit dem spanischen Model Yolanda Cardona verheiratet. Das Paar hat zwei Söhne (* 2009 und 2012) und eine Tochter (* 2013).
Valdés hat einen jüngeren Bruder, Àlvaro, und einen älteren Bruder, Ricardo.